# Бандура, Альберт
Альбе́рт Банду́ра (англ. Albert Bandura; 4 декабря 1925, Мундаре, Альберта, Канада — 26 июля 2021) — канадский и американский психолог, известный своими работами по теории социального научения (или социального когнитивизма), а также экспериментом с куклой Бобо.
Суть этого эксперимента заключалась в том, что дети копировали увиденные ими на экране телевизора агрессивные действия, следуя не командам, а лишь копируя эти действия.

## Биография
Альберт Бандура родился 4 декабря 1925 года в Мундаре, небольшой северной деревне на 400 человек к востоку от Эдмонтона, столицы канадского штата Альберта, в семье украинских и польских эмигрантов. Он был единственным сыном в большой семье, у него было пять старших сестёр. Учился в большой школе, где до самого выпуска его учителями были всего два человека.
После окончания средней школы в течение года работал в Уайтхорсе в Юконе, где восстанавливал Аляскинскую трассу (шоссе в штат Аляска). Там, в тундре, он получил возможность вживую наблюдать делинквентное поведение личностей.
После окончания работ поступил в Университет Британской Колумбии, который окончил со степенью бакалавра по психологии. В 1949 году Бандура переехал в США, где продолжил образование в Айовском университете, окончив его в 1951 году со степенью магистра психологии, а в 1952-м получив степень PhD по психологии. С 1953 года преподаёт в Стэнфордском университете.
Был профессором в Стэнфордском университете. В 1956 году по программе натурализации принял американское гражданство.
11 августа 1969 года была опубликована книга Альберта Бандуры «Принципы модификации поведения» («Principles of Behavior Modification»). К 1979 году эта книга была упомянута в более чем 1215 других работах, а журнал «Current Contents» отметил её как «классику цитирования».
В 1974 году Бандура избран президентом Американской психологической ассоциации, а также являлся Почётным президентом Канадской психологической ассоциации (1999−2000).
Также работал спортивным тренером. В 1980 году был избран членом Американской академии искусств и наук.

## Научный вклад
В научном мире работы Бандуры по моделированию, самоэффективности и подростковой агрессии широко известны.
Он — автор ряда книг, создатель теории социального научения, обладатель множества почётных наград.
Альберт Бандура является ведущим психологом социобихевиоризма, наиболее активно сформировавшимся в 1960-е годы. Новым по отношению к бихевиоризму, выступило представление о том, что человек может овладевать поведением не через собственные пробы и ошибки, но наблюдая за опытом других и теми подкреплениями, которые сопутствуют тому или иному поведению («научение через наблюдение», «научение без проб»). Это важное отличие предполагает, что поведение человека становится когнитивным, то есть включает непременный познавательный компонент. Этот механизм оказывается важнейшим в процессе социализации, на его основе формируются способы реализации агрессивного и кооперативного поведения. Это можно проиллюстрировать экспериментом Альберта Бандуры: испытуемым (три группы 4-летних детей) показывали фильм, герой которого избивал куклу; начало фильма было одинаковым для всех групп, завершение же было различным: в одном случае «героя» хвалили, в другом — порицали, в третьем — реагировали нейтрально. После этого детей вводили в комнату, где среди прочих была такая же кукла, как в фильме, и наблюдали за их поведением. В группе, которой демонстрировался вариант с порицанием за избиение куклы, проявлений агрессии в отношении этой куклы было значимо меньше, чем у представителей других групп, хотя они помнили, как вел себя «герой». Равным образом наблюдение может не только формировать новые формы поведения, но и активизировать усвоенные, но до того не проявлявшиеся.
В связи с этим Бандура своеобразно трактует проблему наказаний и запретов в воспитании. Наказывая ребенка, взрослый по существу демонстрирует ему агрессивную форму поведения, находящую положительное подкрепление — он самоутверждается за счет ребенка, и получает успех, принуждая ребенка, когда тот подчиняется. Это означает, что ребенок, даже послушавшись, усваивает возможную форму агрессии. Негативно Бандура относится и к средствам массовой информации, пропагандирующим насилие, в частности, к фильмам, полагая, что в развитии ребенка они играют роль «обучения агрессии».
В 1986 году была опубликована его книга «Социальные основы мышления и поведения: социально-когнитивная теория», в которой понятие теории социального научения было расширено и преобразовано.

## Награды и признание
- 1972 — Стипендия Гуггенхайма[9]
- 1980 — Награда АПА за значительный научный вклад в психологию[англ.][10]
- 1989 — Стипендия Уильяма Джемса[англ.]
- 1999 — Премия Торндайка[англ.]
- 2003 — Стипендия Джеймса Маккина Кеттелла[англ.]
- 2004 — Премия АПА за пожизненный вклад в психологию[англ.]
- 2008 — Премия Гравемайера[англ.][11]
- 2014 — Национальная научная медаль США
- 2014 — Офицер Ордена Канады[12]

## Семья
Ещё будучи студентом в Айове, Бандура познакомился с Вирджинией Варнс — своей будущей женой. Свадьба состоялась в 1952 году. У них родились две дочери — Кэрол и Мэри, подарившие ему внуков Энди и Тима.

## Научные труды
- Bandura, A., & Walters, R.H. (1959). Adolescent Aggression. Ronald Press: New York.
- Bandura, A. (1962). Social Learning through Imitation. University of Nebraska Press: Lincoln, NE.
- Bandura, A. (1969). Principles of behavior modification. New York: Holt, Rinehart and Winston.
- Bandura, A. (1971). Psychological modeling: conflicting theories. Chicago: Aldine·Atherton.
- Bandura, A. (1973). Aggression: a social learning analysis. Englewood Cliffs, N.J.: Prentice-Hall.
- Bandura, A. (1975). Social Learning & Personality Development. Holt, Rinehart & Winston, INC: NJ.
- Bandura, A., & Ribes-Inesta, Emilio. (1976). Analysis of Delinquency and Aggression. Lawrence Erlbaum Associates, INC: NJ.
- Bandura, A. (1977). Social Learning Theory. Englewood Cliffs, NJ: Prentice Hall.
- Bandura, A. (1986). Social Foundations of Thought and Action: A Social Cognitive Theory[англ.]. Englewood Cliffs, N.J.: Prentice-Hall.
- Bandura, A. (1997). Self-efficacy: the exercise of control[англ.]. New York: W.H. Freeman.
- Bandura, A. (2015). Moral Disengagement: How People Do Harm and Live with Themselves. New York, NY: Worth.

### Переводы на русский язык
- Бандура А. Теория социального научения. — СПб.: Евразия, 2000. — 320 с. ISBN 5-8071-0040-9
- Бандура А., Уолтерс Р. Подростковая агрессия : Изучение влияния воспитания и семейных отношений / Альбер Бандура, Ричард Уолтерс; Пер. с англ. Ю. Брянцевой, Б. Красовского. — М. : Апрель Пресс : ЭКСМО-Пресс, 2000. — 509 с. (Психология. XX век).; ISBN 5-04-004214-0
- Левин К., Бандура А. Гештальтпсихология и социально-когнитивная теория личности / К. Левин и А. Бандура. — СПб. : Прайм-ЕВРОЗНАК, 2007. — 125 с. (Cogito ergo sum) (Университетская библиотека). ISBN 5-93878-377-1